# Bothrops pauloensis
Bothrops pauloensis, popularmente conhecida como jararaca-pintada, é uma espécie de serpente da família Viperidae. É encontrada na Bolívia e no Brasil (Goiás, Mato Grosso, Mato Grosso do Sul, Minas Gerais e São Paulo).